# Haltenmühle
Haltenmühle ist ein Gemeindeteil der Großen Kreisstadt Rothenburg ob der Tauber im Landkreis Ansbach (Mittelfranken, Bayern). Haltenmühle liegt in der Gemarkung Rothenburg ob der Tauber.

## Geographie
Die Einöde liegt an der Tauber und ist heute Haus-Nr. 6 des Taubertalweges, der unmittelbar östlich in die Nördlinger Straße (= Staatsstraße 2419) mündet, die nach Rothenburg (1,5 km nördlich) bzw. Lohr (4 km südlich) führt. Von dieser zweigt der Haltenmühle gegenüber die Gebsattler Straße (= St 2249) ab, die nach Gebsattel (1,2 km südöstlich) führt.

## Geschichte
Unter Führung des französischen Generals Ezéchiel de Mélac hatten im November 1688 französische Mordbrenner die Mühle angezündet und erheblichen Schaden angerichtet.
Mit dem Gemeindeedikt (frühes 19. Jahrhundert) wurde der Ort dem Steuerdistrikt und der Munizipalgemeinde Rothenburg ob der Tauber zugeordnet.

### Baudenkmal
- Mühle: Krüppelwalmdach, reiches Fachwerkobergeschoss, verzierte Holzportale, bez. 1689; zwei Mansarddachscheunen, 18./19. Jahrhundert; Krüppelwalmdachscheune, wohl 17. Jahrhundert[6]

### Einwohnerentwicklung
| Jahr      | 001818 | 001840 | 001871 | 001885 | 001900 | 001925 | 001950 | 001961 | 001970 | 001987 |
| Einwohner | 6      | 7      | 8      | 13     | 10     | 10     | 9      | 6      | 6      | *      |
| Häuser    | 2      | 1      |        | 1      | 2      | 1      | 1      | 1      |        | *      |
| Quelle    | [ 8 ]  | [ 9 ]  | [ 10 ] | [ 11 ] | [ 12 ] | [ 13 ] | [ 14 ] | [ 15 ] | [ 16 ] | [ 17 ] |

## Religion
Der Ort ist seit der Reformation evangelisch-lutherisch geprägt und bis heute nach St. Leonhard (Rothenburg ob der Tauber) gepfarrt. Die Einwohner römisch-katholischer Konfession sind nach St. Johannis (Rothenburg ob der Tauber) gepfarrt.